# Трговишка област
Трговишка област (буг. Област Търговище) се налази у северном делу Бугарске. Ова област заузима површину од 2.716 km² и има 135.262 становника. Административни центар Трговишке области је град Трговиште.

## Списак насељених места у Трговишкој области
Градови су подебљани

### Општина Антоново
Антоново,
Банковец,
Богомолско,
Букак,
Великовци,
Вељово,
Глашатај,
Гољамо Дољане,
Горна Златица,
Девино,
Длажка Пољана,
Добротица,
Долна Златица,
Дабравица,
Изворово,
Капиште,
Китино,
Коноп,
Крајпоље,
Крушолак,
Капинец,
Кјосевци,
Љубичево,
Малка Черковна,
Малоградец,
Манушевци,
Мечово,
Милино,
Моравица,
Моравка,
Орач,
Пиринец,
Поројно,
Присојна,
Пчелно,
Равно село,
Разделци,
Свирчово,
Свободица,
Семерци,
Сланчовец,
Стара Речка,
Старчиште,
Стеврек,
Стојново,
Стројновци,
Тајмиште,
Тиховец,
Трескавец,
Халваџијско,
Чеканци,
Черна Вода,
Черни Брјаг,
Шишковица,
Јазовец,
Јаребично,
Јастребино

### Општина Омуртаг
Беломорци,
Бостан,
Балгараново,
Велигденче,
Величка,
Веренци,
Веселец,
Висок,
Врањи кон,
Гољамо Црквиште,
Горња Хубавка,
Горно Козарево,
Горно Новково,
Горско Село,
Доња Хубавка,
Долно Козарево,
Долно Новково,
Зелена Морава,
Змејно,
Звездица,
Илијно,
Камбурово,
Кестеново,
Козма Презвитер,
Красноселци,
Малко Црквиште,
Могилец,
Обител,
Омуртаг,
Панајот Хитово,
Паничино,
Петрино,
Пластина,
Птичево,
Падарино,
Прван,
Росица,
Ратлина,
Средиште,
Станец,
Тапчилештово,
Угледно,
Царевци,
Церовиште,
Чернокапци

### Општина Опака
Гољамо Градиште,
Горско Абланово,
Грчиново,
Крепча,
Љублен,
Опака

### Општина Попово
Априлово,
Баба Тонка,
Берковски,
Бракница,
Водица,
Гагово,
Глогинка,
Горица,
Долец,
Доња Кабда,
Дриново,
Еленово,
Заветно,
Зараево,
Захари Стојаново,
Звезда,
Иванча,
Кардам,
Ковачевец,
Козица,
Конак,
Ломци,
Манастирица,
Марчино,
Медовина,
Осиково,
Паламарца,
Помоштица,
Попово,
Посабина,
Садина,
Светлен,
Славјаново,
Трстика,
Цар Асен

### Општина Трговиште
Алваново,
Александрово,
Бајачево,
Бистра,
Божурка,
Братово,
Бујново,
Буховци,
Вардун,
Васил Левски,
Гољамо Ново,
Гољамо Соколово,
Горна Кабда,
Давидово,
Драгановец,
Дралфа,
Далгач,
Здравец,
Копрец,
Кошничари,
Кралево,
Кршно,
Лиљак,
Ловец,
Макариополско,
Маково,
Миладиновци,
Мировец,
Момино,
Надарево,
Овчарово,
Осен,
Острец,
Пајдушко,
Певец,
Подгорица,
Преселец,
Пресијан,
Пресјак,
Пробуда,
Пролаз,
Разбојна,
Ралица,
Росина,
Руец,
Стража,
Саединение,
Тврдинци,
Трговиште,
Трновца,
Цветница,
Черковна